# Phrictus quinquepartitus
Phrictus quinquepartitus är en insektsart som beskrevs av William Lucas Distant 1883. Phrictus quinquepartitus ingår i släktet Phrictus och familjen lyktstritar. Inga underarter finns listade i Catalogue of Life.